# Léon Chertok
Léon Chertok oder Lejb Tchertok (* 31. Oktober 1911 in Lida; † 6. Juli 1991 in Deauville) war ein französischer Psychiater, russischer Herkunft, Psychoanalytiker und Hypnoseforscher, der für seine Arbeiten zur Psychosomatik und Hypnose bekannt ist.

## Leben
Léon Chertok wurde in Lida geboren, einer Stadt in Russland (heute: Belarus). Aufgrund des für Juden bestimmten Numerus clausus studierte er in Prag Medizin, wo er 1938 promovierte. Zur Zeit der Nazi-Annexion floh er ins Exil und ließ sich 1939 in Paris nieder, wo er sich in weiterer Folge dem französischen Widerstand, der Résistance, anschloss. Er engagierte sich an der Spitze der nationalen Bewegung gegen Rassismus, gründete die Untergrundzeitung Combat médical und erhielt das Croix de guerre.

### Medizin und Hypnose
Chertok kam schon während seines Studiums der Medizin, bei einem Aufenthalt in Wien, mit Hypnose in Kontakt und wohnte medizinisch-hypnotischen Vorführungen bei. 1947 absolvierte er ein Praktikum der Psychiatrie am Mount Sinai Hospital in New York in einer Abteilung für psychosomatische Medizin, die vom Psychoanalytiker Lawrence Kubie geleitet wurde, der sich intensiv mit Hypnose beschäftigte und forschte. 1948 promovierte Chertok in Medizin an der medizinischen Fakultät von Paris. Von 1948 bis 1949 war er Assistent von Marcel Montassut an der psychiatrischen Klinik von Villejuif. 1949 behandelte er erfolgreich seinen ersten Fall durch Hypnose, eine 43-jährige Frau, die die letzten zwölf Jahre ihres Lebens vergessen hatte und glaubte, sie sei zweiundzwanzig Jahre alt.
Seine psychoanalytische Ausbildung absolvierte Chertok von 1948 bis 1954 mit einer Analyse bei Jacques Lacan und Supervisionen bei Marc Schlumberger und Maurice Bouvet.
1950 gründete er mit Victor Gaschkel das Zentrum für psychosomatische Medizin in Villejuif, wo er von Franz Alexander besucht wurde. Zu dieser Zeit arbeitete er ehrenamtlich in der Urologieabteilung von Pierre Aboulker. In den 1950er Jahren machte er in den Vereinigten Staaten bei Milton Erickson und in Deutschland bei Johannes Heinrich Schultz in Hypnose weitere Erfahrungen. Zu dieser Zeit lernte er auch den Psychoanalytiker Raymond de Saussure und den Gelehrten für animalischen Magnetismus Robert Amadou kennen.
1957 trug er zusammen mit Michel Sapir und Pierre Aboulker zur Gründung der französischen Gesellschaft für psychosomatische Medizin bei. Anschließend praktizierte er am Institut für Psychiatrie in La Rochefoucauld. 1959 hielt er seinen ersten Vortrag über Hypnose für Psychoanalytiker unter der Schirmherrschaft von Henri Ey in der Gesellschaft L'évolution psychiatrique. Das Ende der 1970er und 1980er Jahre war geprägt von seinem Austausch mit Philosophen wie François Roustang, Mikkel Borch-Jacobsen, Michel Henry und Isabelle Stengers. Ab 1987 leitete er zusammen mit Isabelle Stengers ein Seminar mit dem Titel „Hypnose, ein interdisziplinäres Problem“.
Chertok beeinflusste mit seiner Arbeit  maßgeblich die Theoriebildung der Hypnose, insbesondere im französischsprachigen Raum, u. a. auch François Roustang, der an die theoretischen Überlegungen Chertoks in seinem Werk „Was ist das - die Hypnose?“ anknüpfte.

### Beziehung zur Psychoanalyse
Chertok wurde trotz seiner erfolgreichen psychoanalytischen Ausbildung nicht in die Freud‘sche Schule von Paris (EFP, École freudienne de Paris) von Jacques Lacan  aufgenommen, wahrscheinlich wegen seiner offenen Anwendung und Erforschung der Hypnose, die ihn auch dazu veranlasste, eine zunehmend kritische Distanz zur Psychoanalyse zu entwickeln. 1955 war die Begegnung mit dem Freud-Schüler Raymond de Saussure der Beginn einer fruchtbaren Zusammenarbeit, die 1973 mit dem Werk Naissance du psychanalyste. De Mesmer à Freud (dt.: Geburt der Psychoanalyse, von Mesmer bis Freud) gipfelte. Darin führen die beiden die Geburt der Psychoanalyse aus den Anfängen der frühen Magnetisten des 18. Jahrhunderts und der daraus sich entwickelten Hypnose zurück und gaben der Hypnose ihren epistemologischen Stellenwert in der Entwicklung der Psychoanalyse. 1980 veröffentlichte er das Buch L'hypnose entre la psychanalyse et la biologie. (dt. Hypnose zwischen Psychoanalyse und Biologie).
León Chertok starb am 6. Juli 1991 in Deauville.

## Werke

### Bücher (deutsch)
- Hypnose. Theorie, Praxis und Technik eines psychotherapeutischen Verfahrens, Ramon F. Keller, Genf, 1969
- Psychsomatik der Geburtshilfe, (mit Dietrich Langen), Kindler Taschenbuch, 1981

### Artikel (deutsch)
- „Freud in Paris (1885/86). Eine psychobiographische Studie.“, in: Psyche. Zeitschrift für Psychoanalyse und ihre Anwendungen. Bd. 27, 1973
- „Hypnose - eine narzißtische Kränkung“ (mit Isabelle Stengers), in: Zeitschrift Hypnose und Kognition, Bd. 9, 1992. S. 7–24
- „Die Entdeckung der Übertragung. Annäherung an eine epistemologische Interpretation“, in: Zeitschrift für Hypnose und Hypnotherapie, Bd. 4, 2009, S. 79–106

### Werke (Originalsprache)
- Les Méthodes psychosomatiques d'accouchement sans douleur, 1957
- L'Hypnose: problèmes théoriques et pratiques, 1959
- La Relaxation: aspects théoriques et pratiques, 1959
- L'Hypnose, 1965, (éd. remaniée et augmentée, 2006)
- Féminité & maternité. l'accouchement sans douleur, 1969
- L'Hypnose avec envoi, 1972
- Naissance du psychanalyste. De Mesmer à Freud, (mit Raymond de Saussure), Paris, Payot, 1973 (rééd. Les Empêcheurs de penser en rond / Synthélabo, 1997)
- Vers une autre médecine. Espoirs de formation psychologique des futurs médecins, (mit Odile Bourguignon), Privat, Toulouse, 1977
- L'hypnose entre la psychanalyse et la biologie. Le non-savoir des psy, 1979 (Neuauflage 2006)
- Actualité de la suggestion, 1983
- Résurgence de l'hypnose: une bataille de deux cents ans, 1984
- Hypnose et psychanalyse, (mit Mikkel Borch-Jacobsen), 1987
- Le Cœur et la Raison. L'hypnose en question de Lavoisier à Lacan, (mit Isabelle Stengers), Paris, Payot, 1989
- Hypnose et suggestion, 1989
- Mémoires d'un hérétique, (mit Isabelle Stengers und Didier Gilles), Paris, La Découverte, 1990
- L'Hypnose, blessure narcissique, Les Empêcheurs de penser en rond, (mit Isabelle Stengers), 1990

### Filmographie
- Le Corps et la Raison, (mit Didier Michaux), 1990